# Cavernas de Ofnet

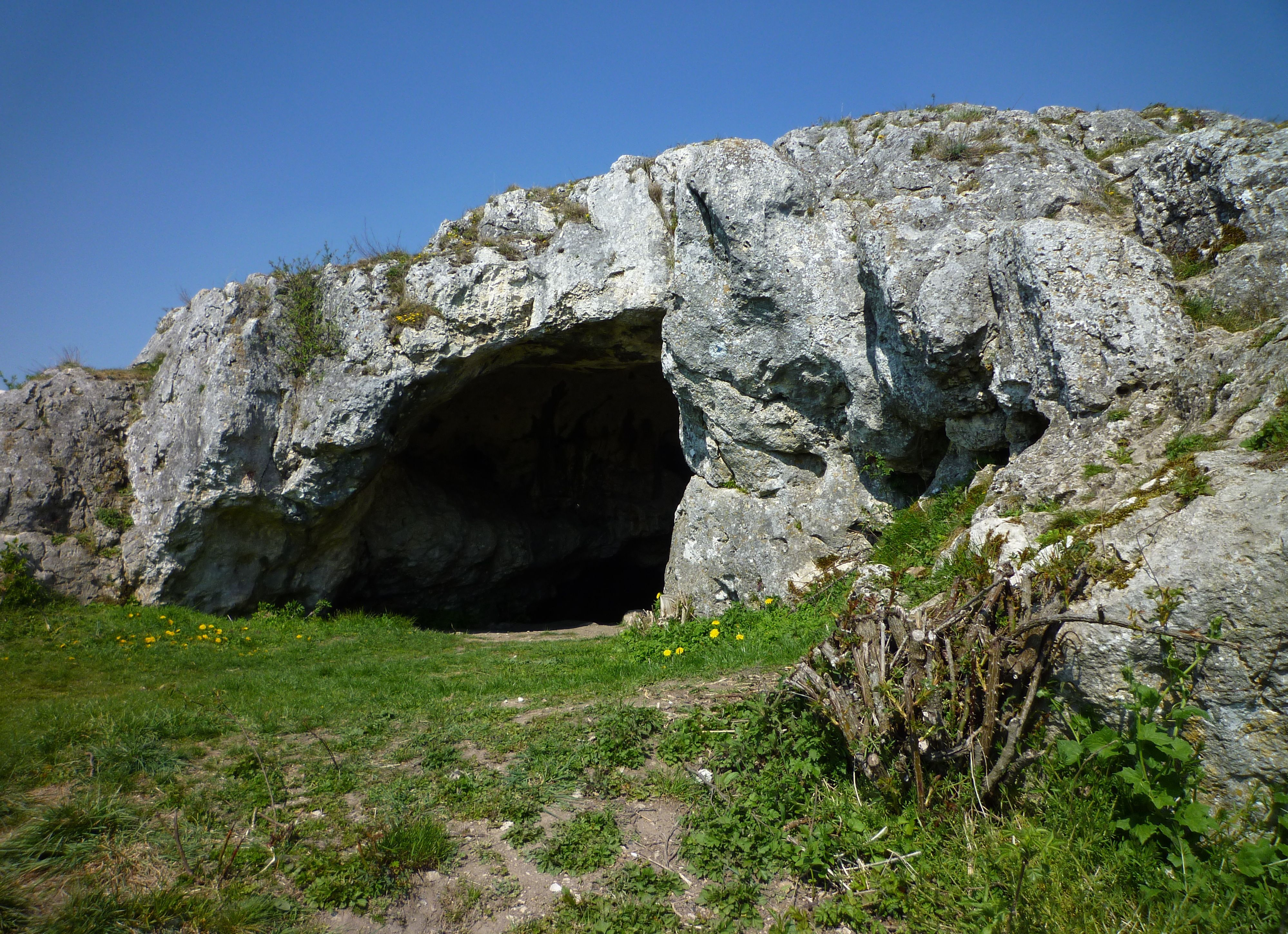
Uma das cavernas

As cavernas de Ofnet (em alemão:  Ofnethöhlen) são os restos de um antigo sistema de carstes nas bordas da cratera Nördlinger Ries perto de Nördlingen. As cavernas tornaram-se famosas em 1908 quando 33 crânios do Mesolítico foram encontrados na maior das duas, datadas do sétimo milênio a.C. e depositadas em dois pequenos cestos. Carleton S. Coon apontou que os crânios lembravam tanto à tradicional raça alpina quanto à raça de Borreby que nomeava.